# (470308) 2007 JH43

La rotation de 2007 JH43 comparée à Pluton, dans un référentiel en rotation, Neptune est représenté en blanc, stationnaire à 315°, l'orbite de Pluton est en gris, celle de 2007 JH43 en rouge, d'Uranus en bleu, de Saturne en jaune et de Jupiter en rouge.

(470308) 2007 JH43 est un objet transneptunien possédant une magnitude absolue de 4,82. Il s'agirait d'une planète naine, ayant un diamètre d'environ 520 km. Son orbite est peu excentrique, son aphélie l'éloignant à 40,554 UA du Soleil et son périhélie l'approchant à 38,576 UA. Son albédo serait de 0,09 et son inclinaison est de 18,131°.